# Карън Хоукинс
Карън Хоукинс (на английски: Karen Hawkins) е американска писателка, авторка на бестселъри в жанровете исторически и съвременен любовен роман. Писала е и под псевдонима Ким Бенет (Kim Bennet).

## Биография и творчество
Карън Хоукинс е родена през 1963 г. в Джонсън Сити, Тенеси, САЩ. Има рождени брат и сестра, както и други доведени братя и сестри.
Получава докторска степен по политически науки. В периода 1992 – 2000 г. преподава политически науки в малък колеж в Гейнсвил, Джорджия.
През 1996 г. посещава Шотландия като част от обмена на студенти. Това я вдъхновява да започне да проучва историята на Шотландия и да пише. Присъединява се към Асоциацията на писателите на любовни романи на Америка и започва да посещава семинари по творческо писане. Печели наградата „Маги“ на конкурс за непубликувани ръкописи на Асоциацията на писателите на любовни романи на Джорджия, и първият ѝ роман е приет за публикуване през 1998 г.
Публикува първия си роман „The Abduction of Julia“ от поредицата „Отвличане и прелъстяване“ през 2000 г.
Първият ѝ роман „One Lucky Lord“ от съвместната поредица „Усмивки и целувки“ е публикуван през 2000 г. под псевдонима Ким Бенет.
Произведенията ѝ са характерни с живия си хумор, и със силните и независими женски образи.
Карън Хоукинс живее със семейството си в Орландо, Флорида.

## Произведения

### Самостоятелни романи
- Catherine and the Pirate (2002)

### Серия „Отвличане и прелъстяване“ (Abduction/Seduction)
1. The Abduction of Julia (2000)
2. A Belated Bride (2001)
3. The Seduction of Sara (2001)

### Серия „Пръстен талисман“ (Talisman Ring)
1. An Affair to Remember (2002)
2. Confessions of a Scoundrel (2003) – номиниран за награда „РИТА“
3. How to Treat a Lady (2003)
4. And the Bride Wore Plaid (2004)
5. Lady In Red (2005)

### Серия „Проклятието на Маклийн“ (MacLean Curse)
1. How to Abduct a Highland Lord (2007)
Как да отвлечеш шотландски лорд, фен-превод
2. To Scotland, With Love (2007)
Шотландска стихия, фен-превод
3. To Catch a Highlander (2008)
Да изгубиш сърцето си, фен-превод
4. Sleepless in Scotland (2009)
Безсъници в Шотландия, фен-превод
5. The Laird Who Loved Me (2009)
Шотландско предизвикателство, фен-превод
6. Much Ado About Marriage (2010)

### Серия „Обект на клюки“ (Talk of the Town)
1. Talk of the Town (2008)
2. Lois Lane Tells All (2010)

### Серия „Амулетът“ (Hurst Amulet)
1. One Night in Scotland (2010)
2. Scandal in Scotland (2011)
3. A Most Dangerous Profession (2011)
4. The Taming of a Scottish Princess (2012)

### Серия „Дневниците на Дукесата“ (Duchess Diaries)
1. How to Capture a Countess (2012)
2. How to Pursue a Princess (2013)
3. How to Entice an Enchantress (2013)

### Серия „Греховни вдовици“ (Wicked Widows) – сХоли Крофорд
1. The Lady in the Tower (2013)
2. The Lucky One (2013)

### Серия „Принцовете на Оксънбърг“ (Princes of Oxenburg)
1. The Prince Who Loved Me (2014)
2. The Prince and I (2015)
3. Mad For The Plaid (2016)

### Сборници
- The Further Observations of Lady Whistledown (2003) – със Сюзън Еноч, Джулия Куин и Миа Райън
- Two Hearts в Lady Whistledown Strikes Back (2004) – със Сюзън Еноч, Джулия Куин и Миа Райън
- An Encounter at Hyde Park (2014) – с Клаудия Дейн, Деб Марлоу и Ава Стоун
- What Happens Under the Mistletoe (2015) – с Кандис Камп, Мередит Дюран и Сабрина Джефрис

### Участие в общи серии с други писатели

#### Серия „Усмивки и целувки“ (Wink & a Kiss)
6. One Lucky Lord (2000) – като Ким Бенет
от серията има още 9 романа от различни автори